# Río Iset
El río Iset (también transcrito como Isset) (del ruso: Река  Исеть) es un río ruso de la Siberia Occidental, un afluente de la margen izquierda del río Tobol, afluente a su vez del río Irtish en el curso bajo. Tiene una longitud de 606 km y drena una cuenca de 58 900 km². 
Administrativamente, el río discurre por el óblast de Sverdlovsk, el óblast de Kurgán y el óblast de Tiumén de la Federación de Rusia.

## Geografía

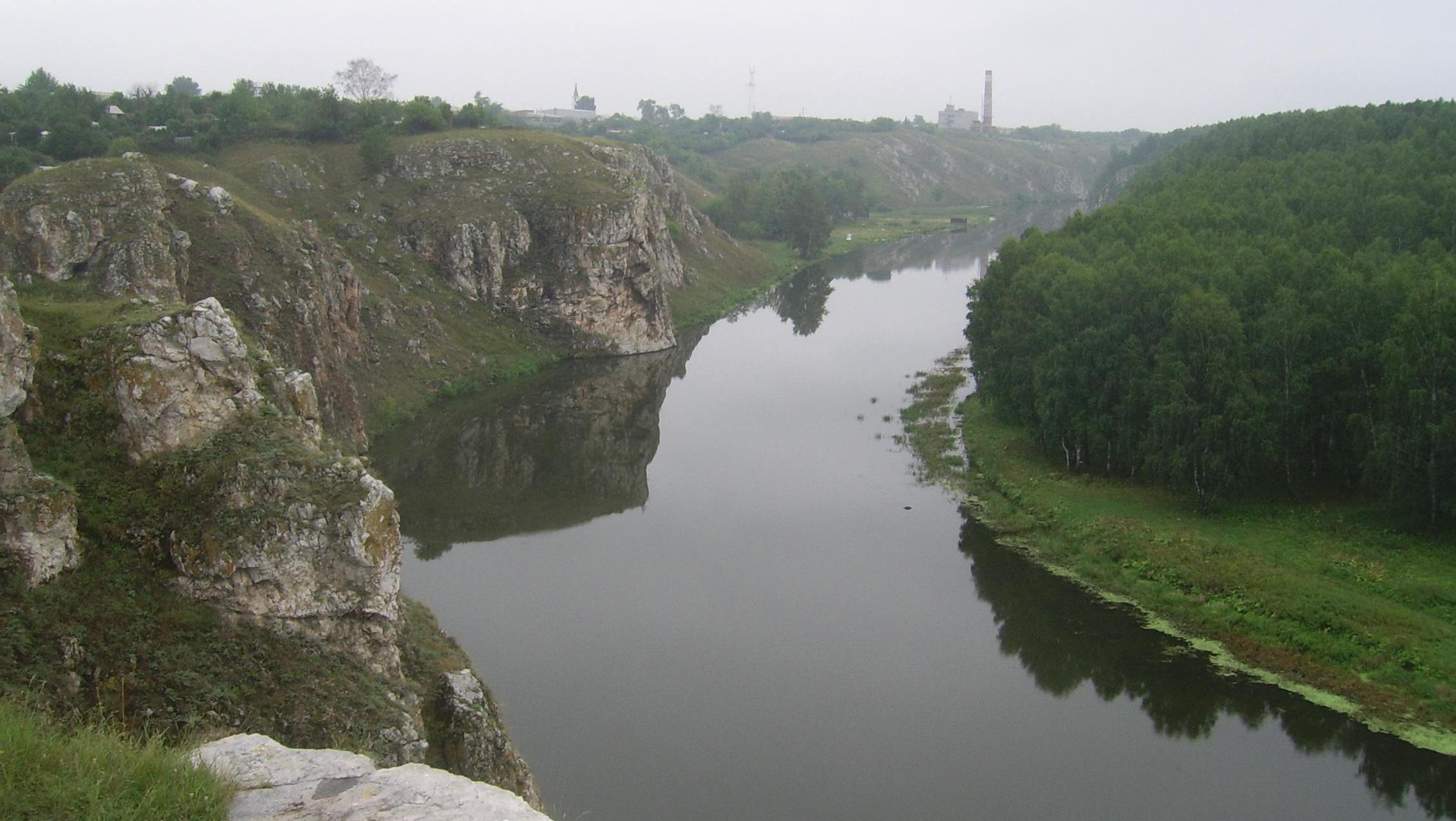
El Isset en la roca de las Tres Cuevas (Tri Peschery), cerca de Kámensk-Uralski.

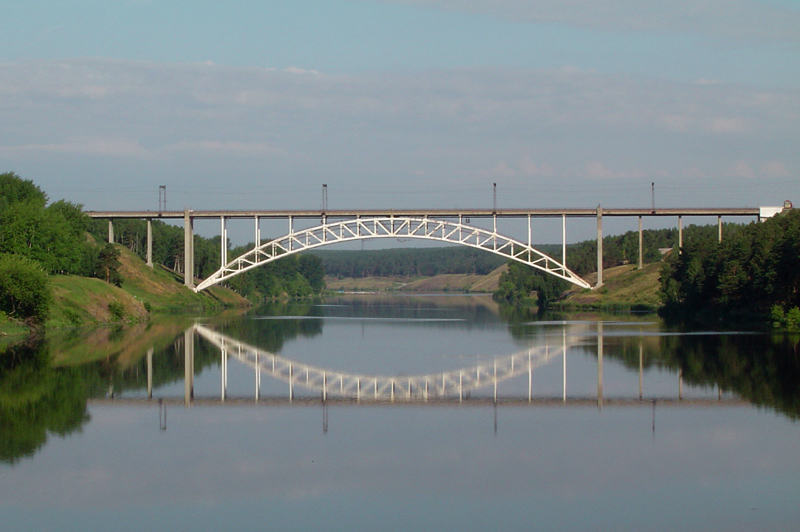
Puente de ferrocarril cerca de Kámensk-Uralski (1939).

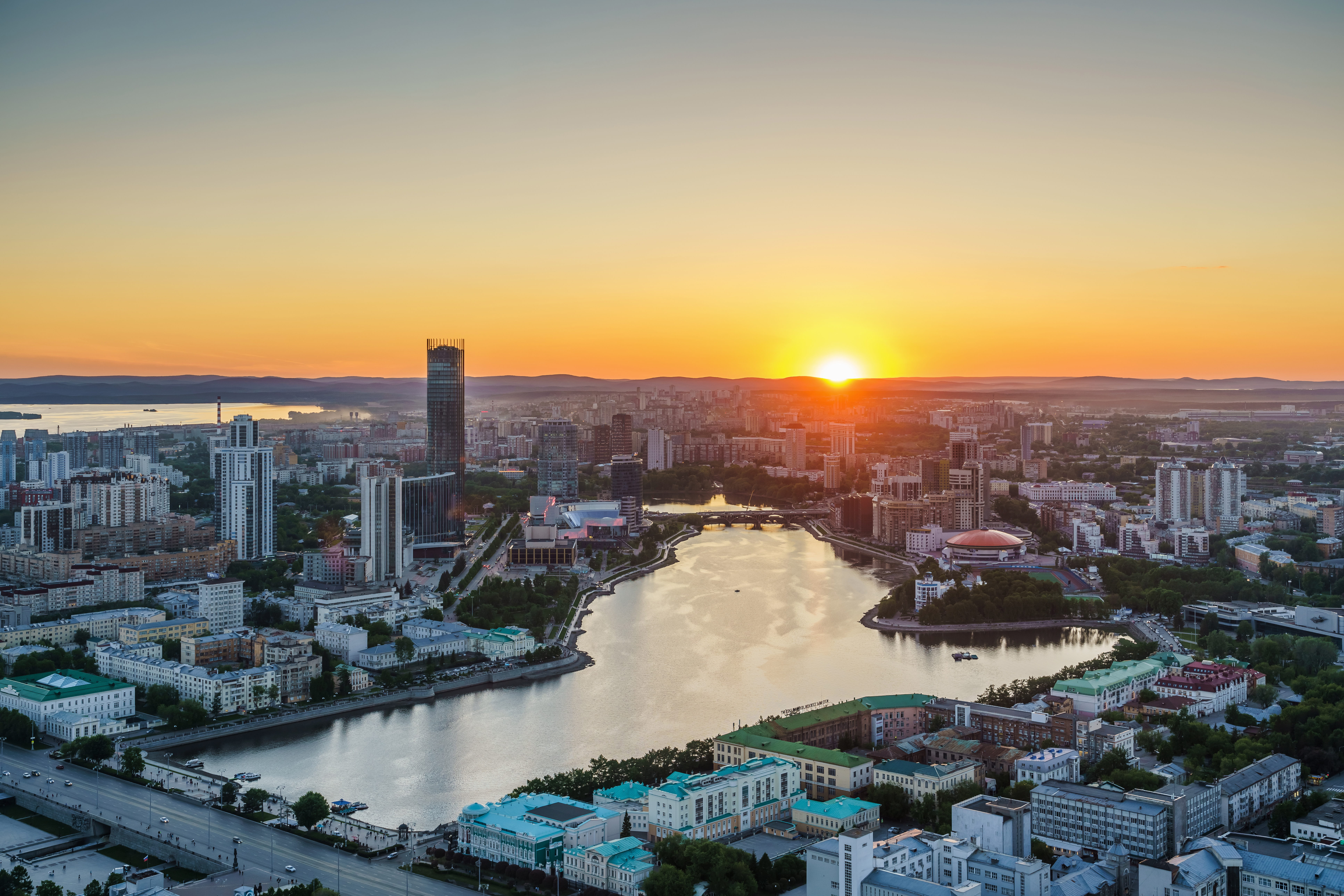
El Isset en Ekaterimburgo.

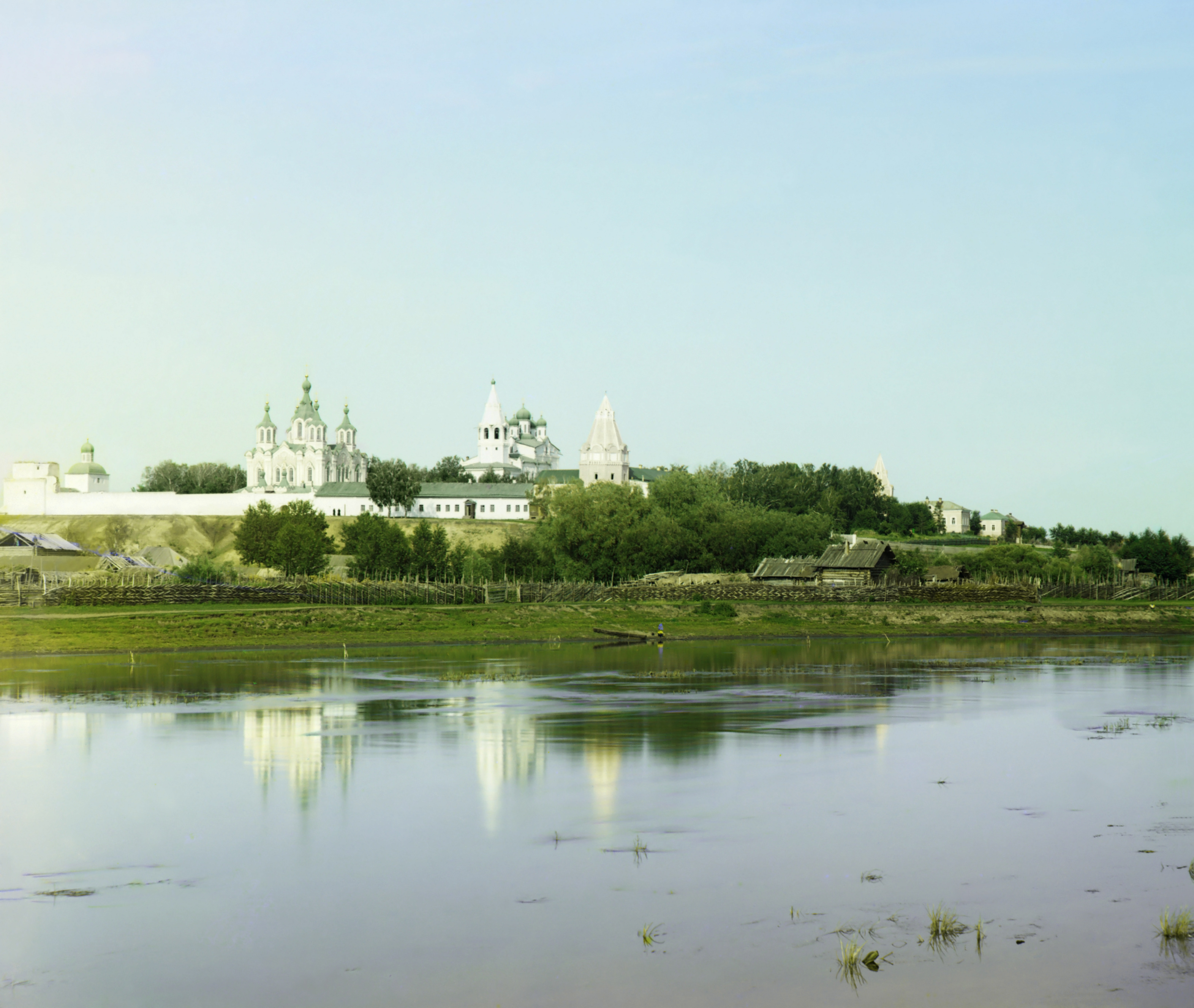
Vista del monasterio de Dalmátov, frente al Iset, por Serguéi Prokudin-Gorski, 1912.

El río Iset tiene su fuente en el lago homónimo de Iset, localizado en la vertiente oriental del centro de los montes Urales, a pocos kilómetros al noroeste de la ciudad de Ekaterimburgo, en el óblast de Sverdlovsk. Discurre en dirección este-sureste, a través de las tierras del piedemonte de los Urales, en una región rica en lagos y embalses. Luego se adentra en dirección este en la llanura de Siberia Occidental, hasta desembocar por la margen izquierda en el curso bajo del río Tobol, a unas cien kilómetros aguas abajo de la ciudad de Kurgán. 
Los principales afluentes provienen todos de la margen derecha, por una cierta asimetría de la cuenca, y son los siguientes: río Miass (658 km y una cuenca de 21.800 km²); río Techa (240 km); y el río Sinara;
El río baña algunas ciudades de cierta importancia, como Ekaterimburgo una gran ciudad industrial con 1.293.537 hab. en 2002, la capital del óblast de Sverdlovsk; Kámensk-Uralski (186.153 hab. en 2002), Kataysk (15.836 hab. en 2002), Dalmátovo (14.972 ha. en 2002) y Shádrinsk (80 865 hab. en 2002).
Al igual que todos los ríos siberianos, sufre largos períodos de heladas (seis meses al año, desde noviembre hasta abril) y amplias extensiones de suelo permanecen permanentemente congeladas en profundidad (permafrost). Al llegar la época del deshielo, en la primavera, en el momento de su máximo caudal, inunda amplias zonas que convierte en terrenos pantanosos.
El río es navegable desde la localidad de Shádrinsk, aguas abajo, hasta la desembocadura.